# Altopiano di Jos
L'altopiano di Jos, noto in passato come altopiano di Bauchi, è un altopiano della Nigeria che raggiunge, nel punto più alto, i 1 829 m. Ad esso deve il nome il Plateau State, uno degli stati della federazione nigeriana. Costituisce un'ecoregione dell'ecozona afrotropicale appartenente al bioma delle praterie e boscaglie montane, denominata mosaico di foreste-praterie dell'altopiano di Jos (codice ecoregione: AT1010).

## Geografia
L'ecoregione del mosaico di foreste-praterie dell'altopiano di Jos è situata al confine tra le due ecoregioni del mosaico di foresta e savana della Guinea a sud e della savana inondabile del lago Ciad a nord. L'altopiano è il massiccio montuoso di altezza superiore ai 1 000 m più esteso della Nigeria e misura più o meno 250 km di lunghezza per 150 di larghezza. Comprende una zona pianeggiante di altitudine superiore ai 1 300 m dalla quale si ergono un certo numero di colline granitiche che superano i 1 900 m. Lungo i versanti occidentale e meridionale l'altopiano è delimitato da una scarpata di 500–700 m di altezza, ma lungo il lato settentrionale la transizione verso le pianure sottostanti è più graduale.
L'altopiano di Jos è costituito prevalentemente da graniti appartenenti al cosiddetto basamento cristallino precambriano, un antico gruppo di rocce cristalline che faceva parte della superficie del supercontinente Gondwana. I graniti sono particolarmente resistenti all'erosione e generalmente formano suoli sabbiosi e poco profondi. In alcune zone si trovano anche rocce basaltiche, che si sono consumate fino a formare strati di argille relativamente profonde. Questi ultimi sono zone potenzialmente molto fertili e pertanto vengono coltivati, soprattutto a patate.
Le temperature sull'altopiano di Jos sono inferiori rispetto a quelle delle aree circostanti, con minime di 15,5-18,5 °C e massime di 27,5-30,5 °C. Le precipitazioni si aggirano sui 2 000 mm nelle regioni più umide del sud-ovest e scendono fino a circa 1 500 mm nel nord-est. La città di Jos riceve in media 1411 mm di pioggia all'anno. Tutti questi valori sono superiori ai 1 000-1 200 mm annui che ricevono le savane circostanti. Le piogge più intense nelle regioni meridionali e occidentali sono dovute ai venti apportatori di umidità che si abbattono sulla scarpata che delimita l'altopiano in questi punti. L'altopiano di Jos forma un nodo idrografico peculiare, dal momento che i torrenti che sgorgano da esso possono andare a confluire in tre diversi bacini idrografici più grandi. I corsi d'acqua che scorrono a nord-est defluiscono verso Kano e il lago Ciad, quelli che si dirigono ad est confluiscono nel Gongola (un affluente del Bénoué), quelli che scorrono verso sud si gettano direttamente nel Bénoué e quelli che scorrono verso ovest confluiscono nel Kaduna, un affluente del Niger. Nella parte settentrionale dell'altopiano si trova il lago Maladumba, che costituisce una zona umida di importanza internazionale ai sensi della Convenzione di Ramsar.

### Flora
La vegetazione dell'ecoregione costituisce un'unità isolata all'interno della zona di transizione guineense-congolese e sudanese. Probabilmente in passato l'altopiano era ricoperto da savana alberata, ma le attività umane hanno portato alla distruzione e all'impoverimento dell'ambiente originario. Al giorno d'oggi, rimangono solamente pochi frammenti di zona boschiva, relegati ai margini più scoscesi e meno accessibili dell'altopiano, mentre il resto di esso è occupato da distese erbose aperte. Le foreste sono limitate alle scarpate meridionale e occidentale, alle sponde dei fiumi e alla base degli affioramenti rocciosi. La vegetazione è dominata da specie di savana, ma comprende anche un certo numero di specie affini ad altre dell'Africa australe od orientale. Nelle aree boschive rimaste predomina Isoberlinia doka, ma sono comuni anche Vitex doniana, Lannea schimperi e Uapaca togoensis. Lungo i torrenti sono comuni Syzygium guineense e una specie di Berlinea. Tra le altre specie rinvenute negli ambienti boschivi o arbustivi dell'altopiano ricordiamo: Carissa spinarum, Dalbergia hostilis, Diospyros abyssinica, D. vera, Dodonaea viscosa, Euphorbia desmondii, E. kamerunica, E. poissonii, Ficus glumosa, Kleinia cliffordiana, Ochna schweinfurthiana, Olea capensis, Opilia amentacea, Rhus longipes, Searsia natalensis e Synsepalum brevipes. La prevalenza di specie comuni alle savane di pianura che circondano l'altopiano potrebbe non essere un evento naturale: la distruzione del manto boschivo originario durante le ultime centinaia di anni almeno e la presunta maggiore incidenza degli incendi potrebbero aver permesso a queste specie di diffondersi sull'altopiano.

### Fauna

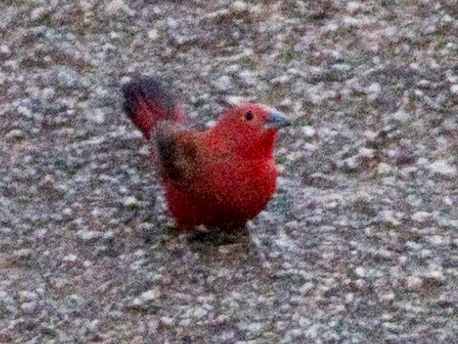
L'amaranto di roccia, specie endemica dell'altopiano.

Questa ecoregione, nonostante le dimensioni ridotte, ospita un numero di specie endemiche relativamente alto. Due piccoli mammiferi vivono solamente su questo altopiano: il ratto-talpa della Nigeria (Fukomys foxi) e il ratto ispido di Fox (Dasymys foxi). Altri mammiferi, invece, pur presenti anche in altre regioni, si rinvengono in Nigeria solamente qui: il ferro di cavallo del Bushveld (Rhinolophus simulator), il miniottero maggiore (Miniopterus inflatus), il topo arboricolo dalle orecchie scure (Dendromus melanotis) e il saltarupe occidentale (Oreotragus oreotragus porteousi). Le due specie di pipistrelli e il topo arrampicatore dalle orecchie scure vivono anche sugli altopiani del Camerun; questo suggerisce che in passato le due aree potrebbero essere state collegate da un corridoio faunistico e climatico.
La presenza del saltarupe nella regione è di particolare importanza, in quanto si tratta dell'unica popolazione di questa piccola antilope in tutta l'Africa occidentale. Con l'eccezione di alcune piccole popolazioni isolate nella Repubblica Centrafricana, i saltarupe della Nigeria sono separati da circa 3000 km dalla popolazione dell'Africa orientale più vicina e gran parte dell'ambiente situato tra i due areali non è adatto a loro, dal momento che abitano esclusivamente affioramenti rocciosi e inselberg. Oggi sono tra le antilopi più rare della Nigeria e vivono solamente nello stato di Plateau, ma in passato occupavano un areale più esteso, comprendente anche gli stati di Bauchi, Borno e Kaduna.
Due uccelli endemici della regione sono l'amaranto di roccia (Lagonosticta sanguinodorsalis) e la vedova del Jos Plateau (Vidua maryae), parassita dei nidi del primo, che attira imitandone il canto. Un altro uccello che mette in evidenza il collegamento tra la fauna dell'altopiano di Jos e degli altopiani del Camerun è la tortora di Adamawa (Streptopelia hypopyrrha), diffusa sul massiccio dell'Adamaoua e in altre parti dell'ecoregione degli altopiani del Camerun e sull'altopiano di Jos. Per quanto riguarda rettili e anfibi, non vi sono specie endemiche o quasi endemiche note.

## Economia
Dal punto di vista economico l'altopiano di Jos è noto in particolare per i significativi depositi di stagno che si trovano nella regione. Per quanto riguarda l'agricoltura, vengono coltivati principalmente arachidi e cotone; viene praticato anche un po' di allevamento. Centro economico e maggiore agglomerato dell'altopiano è la città di Jos, nel settore settentrionale.

## Storia
Nel XIX secolo, l'altopiano di Jos fu un importante rifugio per la popolazione prevalentemente cristiana della Nigeria settentrionale, in fuga dai Fulbe e dal loro leader Usman dan Fodio, che nel 1804 aveva dato inizio ad una jihād che aveva portato all'islamizzazione della Nigeria settentrionale e alla fondazione del califfato di Sokoto.
Nel 1928, vicino al villaggio di Nok, alcuni minatori portarono alla luce belle figurine in terracotta opera di quella che, dal luogo del ritrovamento, divenne nota come cultura di Nok.
Dopo la colonizzazione da parte dei britannici, la regione divenne la destinazione preferita degli stranieri residenti in Nigeria grazie al suo clima mite. Agli inizi del XXI secolo, sull'altopiano di Jos si sono nuovamente verificati scontri tra cristiani e musulmani, che hanno portato al crollo del turismo (si pensi agli scontri di Jos del 2001, 2008 e del 2010). 
Tra i principali gruppi etnici che popolano oggi l'altopiano, oltre ai Fulbe e agli Hausa, si possono citare Berom, Tarok e Angas.